# Gorky's Zygotic Mynci
Gorky's Zygotic Mynci byla velšská rocková hudební skupina. Vznikla v roce 1991 ve městě Carmarthen. Po celou dobu existence v ní zůstali pouze zpěvák Euros Childs a kytarista (původně baskytarista) Richard James. Počínaje rokem 1992 zde působila zpěvačka Megan Childs, žádný další hudebník zde tak dlouho nevydržel. První studiové album kapela vydala v roce 1992 u vydavatelství Ankst. Do roku 2003 jich vydala dalších osm. Brzy po vydání toho posledního kapela ukončila svou činnost. Oficiální oznámení o rozpadu kapely bylo vydáno až v květnu 2006. Roku 2000 skupina vystupovala po boku Johna Calea ve filmu Beautiful Mistake.

## Diskografie
Studiová alba
- Patio (1992)
- Tatay (1994)
- Bwyd Time (1995)
- Barafundle (1997)
- Gorky 5 (1998)
- Spanish Dance Troupe (1999)
- The Blue Trees (2000)
- How I Long to Feel That Summer in My Heart (2001)
- Sleep/Holiday (2003)

## Členové
- Euros Childs – zpěv, klávesy (1991–2006)
- Richard James – kytara, baskytara, zpěv (1991–1999)
- John Lawrence – kytara, zpěv (1991–1999)
- Steffan Cravos – housle (1991–1992)
- Sion Lane – klávesy (1991)
- Sammy Davies – klávesy (1991–1992)
- Cenwyn Brain – kytara (1991)
- Osian Evans – bicí (1991–1995)
- Euros Rowlands – bicí (1995–2001)
- Peter Richardson – bicí (2000–2006)
- Megan Childs – zpěv, housle (1992–2006)
- Rhodri Puw – baskytara (1999–2006)